# Paraishockey

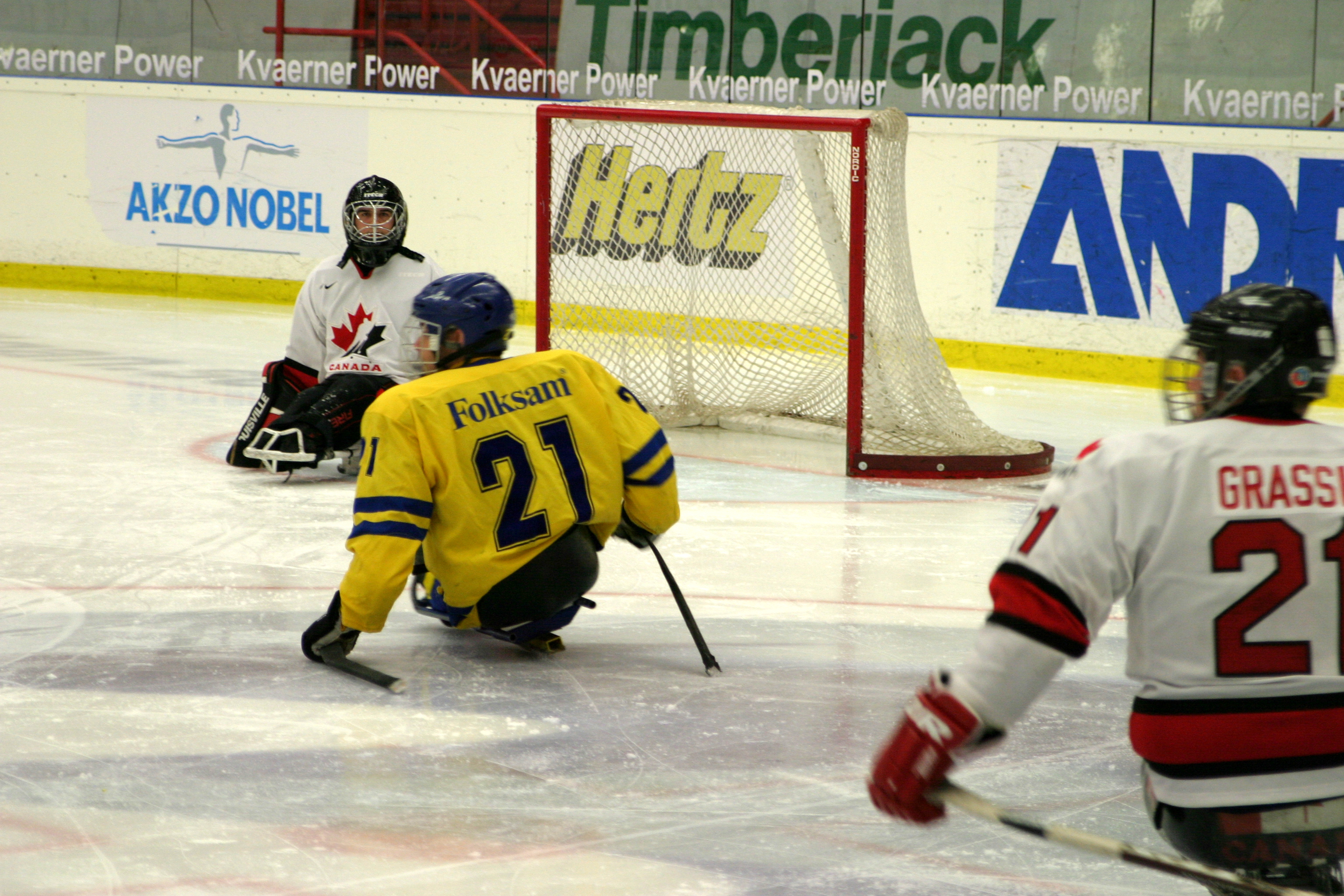
Sverige-Kanada vid världsmästerskapet 2004 i Örnsköldsvik.

Paraishockey, tidigare kälkhockey, är en variant av ishockey för människor med rörelsehinder. 2016 skedde en internationell namngivning av alla sporter organiserade genom Internationella paralympiska kommittén, då bland annat det engelska Ice Sledge Hockey fick det nya namnet Para ice hockey – på svenska paraishockey.
Kälkhockey är sedan 1994 en gren i Paralympiska spelen, och världsmästerskap spelas sedan 1996. Sverige, Norge, Kanada, USA, Tyskland och Estland har haft störst landslagsframgångar genom åren. De första internationella reglerna antogs 1990 från kanadensiska regler.

## Regler
Spelarna sitter i kälkar (hockeykälkar, med två skenor/metallmedar undertill) som går att åka med på isen. Spelarna stakar sig fram med hjälp av korta ishockeyklubbor, kombinerade med en pik på skaftsidan av klubban för att få fäste i isen. Resterande del av klubban ser ut som nederdelen av en vanlig ishockeyklubba. Träningsgrupper brukar vanligtvis vara mixade med både personer med och utan funktionsnedsättning och oavsett kön. För att delta krävs inte att man är jättestark i sina armar men att man har full rörlighet i dem. Perioderna är 15 minuter långa på organiserad nivå.
I paraishockey tillåts damer inte delta i herrlandslag i paralympiska spelen. I framtiden hoppas man öppna turneringarna för båda könen och spela med mixade lag, på grund av svårigheterna att få ihop separata damlag på många håll.

## Historia
Kälkhockey utvecklades i Stockholm under 1960-talet.  En klubb spelade 1961 på en frusen insjö med mindre mål och utan målvakt. Till klubbor användes cykelstyre. 1966-1967 testade ett lag i Stockholm spel på utomhusrink, fortfarande med mindre mål och utan målvakt. i mars 1969 for ett lag från Oslo iväg till Stockholm för att spela. I Stockholm startades en serie 1969, med fem lag där både handikappade och icke-handikappade spelare deltog. Lagen hade ingen organiserad träning, och spelade bara en-två matcher per år under åren 1971-1980. Vid vinter-OS för handikappade 1976 spelades en uppvisningsmatch mellan svenska lag, och för första bevakades kälkhockey i television. Under världsmästerskapen i vintersport 1982 i Les Diableretes Schweiz. 1981 startades det första kälkhockeylaget i Storbritannien, och 1982 det första kälkhockeylaget i Kanada. I Oslo anordnades 1986 första världsmästerskapet i iskälkracing, kälkhockey, och utförsåkning i pulka. I kälkhockey tävlade Sverige, Storbritannien och Norge i ett inofficiellt världsmästerskap. I maj 1988 hölls internationella matcher i Oslo, med Norge och Storbritannien som deltagare. 1989 tävlade för första gången ett norskt landslag i en kälkhockeyturnering i Ottawa. Båda länderna tävlade också i iskälkracing. Första kälkhockeylaget i USA startades 1990. I Japan bildades det första klubblaget i slutet av 1993. Estland startade ett landslag i januari 1993. Det första laget i Tyskland startades i Hannover 1996, och säsongen 2000/2001 startades Bundesliga i kälkhockey.
1991 spelades första världscupen i kälkhockey, och där deltog Kanada, Sverige, Storbritannien, Norge och USA. Kanada slog Sverige, vilket innebar att Sverige förlorade för första gången på 25 år.
Kälkhockey blev paralympisk gren 1994. Det första officiella världsmästerskapet spelades i april 1996 i Nynäshamn och vanns av Sverige. 10-17 april 2005 spelades första Europamästerskapet. Turneringen spelades i Zlín i Tjeckien och vanns av Tyskland före Sverige och Estland.
2016 meddelade IPK (Internationella paralympiska kommittén) att tio sporter för funktionshindrade skulle få nya internationella (engelskspråkiga) namn, baserade på para-prefixet. Det inkluderade det dåvarande Ice Sledge Hockey som namnbyttes till Para ice hockey, vilket följdes av liknande namnbyten på andra språk.